# Heilandskirche (Tulln)
Die Heilandskirche ist die evangelische Pfarrkirche der Stadt Tulln im Bezirk Tulln in Niederösterreich. Sie gehört der Evangelischen Superintendentur A. B. Niederösterreich an.

## Geschichte
Erstmals seit der Zeit der Reformation wurde 1896 wieder ein evangelischer Gottesdienst in Tulln vom Pfarrer von St. Pölten gefeiert. Im benachbarten St. Andrä-Wördern wurde 1908 eine Predigtstation der Pfarrgemeinde Klosterneuburg und im Ortsteil Wördern 1915 eine Filialgemeinde gegründet, für deren Kirchenbau bereits ein Entwurf von Otto Bartning vorlag. Erster Weltkrieg und nachfolgende Weltwirtschaftskrise verhinderten jedoch dessen Ausführung. In Tulln konnte 1920 ein Grundstück für einen Kirchenneubau erworben werden, der aber gleichfalls unterblieb.
Erst 1962 konnte der Neubau einer Kirche in der Tullner Grottenthalgasse nach einem Entwurf des Wiener Architekten Karl Schwanzer als ungegliederter kubischer Baukörper mit stark ansteigendem Pultdach begonnen und 1967 eingeweiht werden. Die Kirche erhielt 1989 eine Orgel des Orgelbauers Friedrich Heftner. Infolge der Kirchenvollendung wurde 1970 das Zentrum der evangelischen Gemeinde von St. Andrä nach Tulln verlegt. 1996 erhielt St. Andrä schließlich mit der Christuskirche einen eigenen Kirchenbau.